# Copa da Liga da Irlanda do Norte
A Irish League Cup (em português:  Copa da Liga Irlandesa), atualmente Irn-Bru League Cup por motivos de patrocínio, é uma competição do futebol norte-irlandês aberta apenas aos times da Premier League da Irlanda do Norte (1ª divisão) e aos times da NIFL Championship, equivalente à 2ª divisão. O torneio é organizado pela Associação Norte-Irlandesa de Futebol. A competição foi estabelecida em 1986 e é considerada como a segunda competição de copa mais importante na Irlanda do Norte, atrás apenas da Copa da Irlanda do Norte. A diferença é que na Copa da Irlanda do Norte, participam clubes de todas as divisões, desde os profissionais até os amadores.

## Finais
| Temporada | Campeão                         | Placar                          | Vice-Campeão                    | Estádio                          |                                 |
| --------- | ------------------------------- | ------------------------------- | ------------------------------- | -------------------------------- | ------------------------------- |
| 1986–87   | Linfield                        | 2 – 1                           | Crusaders                       | The Oval, Belfast                |                                 |
| 1987–88   | Coleraine                       | 1 – 0                           | Portadown                       | The Oval, Belfast                |                                 |
| 1988–89   | Glentoran                       | 2 – 1                           | Linfield                        | The Oval, Belfast                |                                 |
| 1989–90   | Glenavon                        | 3 – 1                           | Newry Town                      | Windsor Park, Belfast            |                                 |
| 1990–91   | Glentoran                       | 2 – 0                           | Ards                            | Windsor Park, Belfast            |                                 |
| 1991–92   | Linfield                        | 3 – 0                           | Larne                           | The Oval, Belfast                |                                 |
| 1992–93   | Bangor                          | 3 – 0                           | Coleraine                       | Windsor Park, Belfast            |                                 |
| 1993–94   | Linfield                        | 2 – 0                           | Coleraine                       | The Oval, Belfast                |                                 |
| 1994–95   | Ards                            | 0 – 0 (2–0 pen)                 | Cliftonville                    | Windsor Park, Belfast            |                                 |
| 1995–96   | Portadown                       | 2 – 1                           | Crusaders                       | Windsor Park, Belfast            |                                 |
| 1996–97   | Crusaders                       | 1 – 0                           | Glentoran                       | Windsor Park, Belfast            |                                 |
| 1997–98   | Linfield                        | 1 – 0                           | Glentoran                       | Windsor Park, Belfast            |                                 |
| 1998–99   | Linfield                        | 2 – 1                           | Glentoran                       | Windsor Park, Belfast            |                                 |
| 1999–00   | Linfield                        | 4 – 0                           | Coleraine                       | Windsor Park, Belfast            |                                 |
| 2000–01   | Glentoran                       | 1 – 0                           | Glenavon                        | Windsor Park, Belfast            |                                 |
| 2001–02   | Linfield                        | 3 – 1                           | Glentoran                       | Windsor Park, Belfast            |                                 |
| 2002–03   | Glentoran                       | 2 – 0                           | Linfield                        | Windsor Park, Belfast            |                                 |
| 2003–04   | Cliftonville                    | 1 – 1 (5–4 pen)                 | Larne                           | Windsor Park, Belfast            |                                 |
| 2004–05   | Glentoran                       | 2 – 1                           | Linfield                        | Windsor Park, Belfast            |                                 |
| 2005–06   | Linfield                        | 3 – 0                           | Glentoran                       | Windsor Park, Belfast            |                                 |
| 2006–07   | Glentoran                       | 1 – 0                           | Cliftonville                    | Windsor Park, Belfast            |                                 |
| 2007–08   | Linfield                        | 3 – 2                           | Crusaders                       | Windsor Park, Belfast            |                                 |
| 2008–09   | Portadown                       | 1 – 0                           | Newry City                      | Mourneview Park, Lurgan          |                                 |
| 2009–10   | Glentoran                       | 2 – 2 (4–1 pen)                 | Coleraine                       | Windsor Park, Belfast            |                                 |
| 2010–11   | Lisburn Distillery              | 2 – 1                           | Portadown                       | Mourneview Park, Lurgan          |                                 |
| 2011–12   | Crusaders                       | 1 – 0                           | Coleraine                       | Ballymena Showgrounds, Ballymena |                                 |
| 2012–13   | Cliftonville                    | 4 – 0                           | Crusaders                       | Windsor Park, Belfast            |                                 |
| 2013–14   | Cliftonville                    | 0 – 0 (3–2 pen)                 | Crusaders                       | Solitude, Belfast                |                                 |
| 2014–15   | Cliftonville                    | 3 – 2                           | Ballymena United                | Windsor Park, Belfast            |                                 |
| 2015–16   | Cliftonville                    | 3 – 0                           | Ards                            | Solitude, Belfast                |                                 |
| 2016–17   | Ballymena United                | 2 – 0                           | Carrick Rangers                 | Seaview, Belfast                 |                                 |
| 2017–18   | Dungannon Swifts                | 3 – 1                           | Ballymena United                | Windsor Park, Belfast            |                                 |
| 2018–19   | Linfield                        | 1 – 0                           | Ballymena United                | Windsor Park, Belfast            |                                 |
| 2019-20   | Coleraine                       | 2 - 1                           | Crusaders                       | Windsor Park, Belfast            |                                 |
| 2020-21   | Não realizada devido à COVID-19 | Não realizada devido à COVID-19 | Não realizada devido à COVID-19 | Não realizada devido à COVID-19  | Não realizada devido à COVID-19 |
| 2021-22   |                                 |                                 |                                 | Windsor Park, Belfast            |                                 |

## Títulos por clube
| Clube                 | Títulos | Vices | Temporadas dos títulos                                     |
| --------------------- | ------- | ----- | ---------------------------------------------------------- |
| Linfield FC           | 10      | 3     | 1987, 1992, 1994, 1998, 1999, 2000, 2002, 2006, 2008, 2019 |
| Glentoran FC          | 7       | 5     | 1989, 1991, 2001, 2003, 2005, 2007, 2010                   |
| Cliftonville FC       | 5       | 2     | 2004, 2013, 2014, 2015, 2016                               |
| Crusaders FC          | 2       | 5     | 1997, 2012                                                 |
| Coleraine FC          | 2       | 5     | 1988, 2019                                                 |
| Portadown FC          | 2       | 2     | 1996, 2009                                                 |
| Ballymena United FC   | 1       | 3     | 2017                                                       |
| Ards FC               | 1       | 2     | 1995                                                       |
| Glenavon FC           | 1       | 1     | 1990                                                       |
| Bangor FC             | 1       | —     | 1993                                                       |
| Lisburn Distillery FC | 1       | —     | 2011                                                       |
| Dungannon Swifts FC   | 1       | —     | 2018                                                       |
| Larne FC              | —       | 2     | —                                                          |
| Newry City FC         | —       | 2     | —                                                          |
| Carrick Rangers FC    | —       | 1     | —                                                          |